# Тортваль-Кене
Тортва́ль-Кене́ (фр. Torteval-Quesnay) — коммуна во Франции, находится в регионе Нижняя Нормандия. Департамент коммуны — Кальвадос. Входит в состав кантона Комон-л’Эванте. Округ коммуны — Байё.
Код INSEE коммуны — 14695.

## Население
Население коммуны на 2010 год составляло 349 человек.
| 1962 | 1968 | 1975 | 1982 | 1990 | 1999 | 2010 |
| ---- | ---- | ---- | ---- | ---- | ---- | ---- |
| 375  | 366  | 304  | 383  | 333  | 359  | 349  |

## Экономика
В 2010 году среди 227 человек трудоспособного возраста (15—64 лет) 180 были экономически активными, 47 — неактивными (показатель активности — 79,3 %, в 1999 году было 68,8 %). Из 180 активных жителей работали 164 человека (93 мужчины и 71 женщина), безработных было 16 (7 мужчин и 9 женщин). Среди 47 неактивных 16 человек были учениками или студентами, 16 — пенсионерами, 15 были неактивными по другим причинам.